# Kalimantan Selatan
Kalimantan Selatan är en provins på sydöstra Borneo i Indonesien. Folkmängden uppgick år 2005 till cirka 3,6 miljoner invånare och den administrativa huvudorten är Banjarmasin. Provinsens yta uppgår till 37 530,52 km²

## Administrativ indelning
Provinsen är indelad i 11 distrikt och 2 städer.
Distrikt (Kabupaten)
- Balangan, Banjar, Barito Kuala, Hulu Sungai Selatan, Hulu Sungai Tengah, Hulu Sungai Utara, Kota Baru, Tabalong, Tanah Bumbu, Tanah Laut, Tapin

Städer (Kota)
- Banjarbaru, Banjarmasin